# 石木碧
石木 碧（いしき みどり、1987年3月30日 - ）は、元KBC九州朝日放送の女性アナウンサー。

## 人物
出生地は新潟県であるが、わずか1か月ほどで北海道に引越し、その後、愛知県を経て、東京都に移り住んだ。出身校は、日本大学櫻丘高等学校、早稲田大学で2009年3月卒業。幼少期からの夢であったアナウンサーを目指すと決め、試験を全国行脚した末に同年9月KBCに就職。早稲田大学在学時にテレビ朝日アスクで学んでいた。
2012年3月30日（自身の誕生日）の『アサデス。』出演を最後に、KBCを退職した。
『アサデス。』の共演者との比較でも長身のイメージがあるが、2009年9月14日付けの公式ブログで「今でも身長は伸び続けております（現在:166cm）。」と告白している。
テレビ初出演となったのは、KBCの先輩である沢田幸二がMCを務める『サワダデス。』（2009年11月5日）。そのほかにも報道・情報系番組への出演に加え、スポーツ報道担当の機会も徐々に増えていった。プロ野球・福岡ソフトバンクホークスの取材が主である。2010年リーグ優勝、さらに2011年リーグ優勝・CS突破の際には同チームのビール実況を行い、同局の看板ラジオ番組『PAO〜N』内で、レギュラー出演者のおすぎから「ビールかけは石木が一番」と言われ、沢田からは「あの実況は秀逸だ」と評される。
趣味はマラソンとホルモン巡り。大学時代から海釣りにハマり、KBCの採用試験の選考の真っ只中、静岡県三島沖にてマグロを釣り上げたというエピソードも。また後輩で後に文化放送に移籍した加納有沙（愛称：カヌゥ）と仲が良く、仕事の絡みもあって2人で福岡ヤフオク!ドームに野球観戦に行くことも度々あった。
TBSアナウンサーの江藤愛は大学時代からの友人。江藤アナのブログに度々登場している。
KBCを退社後、報道関係の男性と結婚。現在は中国・北京に住み、留学中。

## 過去の出演番組
- サワダデス。
- アサデス。KBC「スポーツ キラリ」
- アサデス。九州・山口「主婦の鷹」（月曜）
- KBC朝日新聞ニュース（ラジオ、随時）
- 気ままにLB（2010年1月23日〜3月）
- クライマックス・パ「ソフトバンク対ロッテ」第3戦テレビ中継スタンドリポート（2010年10月16日）
これに絡み、同年のリーグ優勝時には仙台市に出張し、“ビールかけ”取材に参加した。

## 映画
- 映画ドラえもん のび太と奇跡の島 〜アニマル アドベンチャー〜（2012年3月3日、東宝） - ひらめきちゃん 役（声の出演）